# 马西莫·科斯梅利
马西莫·科斯梅利（義大利語：Massimo Cosmelli，1943年8月6日—），意大利男子篮球运动员。
他曾代表意大利获得1968年夏季奥运会男子篮球比赛第八名。他也在1971年欧洲篮球锦标赛上获得季军。